# 林益 (正德進士)
林益（1483年—？），字民悅，福建興化府莆田縣人，民籍，明朝政治人物。

## 生平
福建鄉試第五十二名舉人，正德十六年（1521年）中式辛巳科會試第一百五十六名，二甲第六十七名進士。任象州知州，愛民下士，修葺象州城，升南京戶部員外郎，嘉靖十一年（1532年）出為辰州府同知，升黎平府知府。

## 家族
曾祖林瑄；祖父林孟和，南京戶部主事；父林世槐，義官。母黃氏。弟林豫（廣東左布政使）、林咸、林恒。